# New Jersey
New Jersey (kiejtése: ˌnuː ˈdʒɝː.zi) az Amerikai Egyesült Államok egyik állama keleten, a Közép-atlanti régióban. Az Egyesült Államok legsűrűbben lakott állama, területének nagy része a New York-i és philadelphiai agglomerációs régió része. Az 1950-es évektől kezdődően a régióban óriási népességgyarapodás ment végbe a külvárosokba való kiköltözés révén.

## Földrajz
Északról New York állam határolja (a Hudson folyó, a Felső New York-i öböl, a Kill Van Kull- és az Arthur- szorosok, valamint a Newarki-öböl révén), keletről az Atlanti-óceán, délnyugatról Delaware állam (a Delaware-öböl révén), nyugatról pedig Pennsylvania állam a Delaware folyó révén.
Úgy 180 millió évvel ezelőtt New Jersey területe Észak-Afrikával volt határos, ennek az összeütközésnek a nyomán született meg az a domborzati forma amit mi Appalache-hegység néven ismerünk. Körülbelül 18 000 évvel ezelőtt érte el az eljegesedés a területet, emiatt sok helyen gleccserek képződtek. Ezek elolvadása után jött létre a Passaic-tó a hasonló nevű folyó mentén, amely mára teljesen eltűnt, emellett rengeteg folyó, mocsár és szoros alakult ki.
Az állam öt régióra osztható fel természetföldrajza, illetve népessége alapján. Északkelet New Jersey a New York-i agglomerációs körzet része, a lakosság nagy része ott dolgozik. Északnyugat New Jersey, ellentétben az előbbivel, sokkal erdősebb és vidékiesebb, de szintén sűrűn lakott terület. A partvidéknek az Atlanti-óceán mentén, az állam közép-keleti és délkeleti részén sajátos természeti, lakossági és életviteli jegyei vannak. Az ötödik régió, a Fenyőföld (angolul: Pine Barrens) nagyrészt erdős terület, az állam legkevésbé lakott területe.

New Jersey állam felosztása

Földrajzi szempontból a terület három részre osztható: Észak-, Közép-, és Dél-Jersey. Néhány lakos nem ismeri el Közép-Jersey-t mint különálló régiót, de az állam igen, köszönhetően a terület a többi régiótól eltérő kultúrájának.
Az Egyesült Államok Költségvetési és Irányítási Irodája New Jersey-t hét nagyvárosi statisztikai régióra osztja fel, ezeket pedig felosztotta aszerint, hogy a New York-i agglomerációs körzet vagy a Philadelphiai agglomerációs körzethez tartoznak-e. Gazdasági szempontból az állam hat részre osztható fel.
Az állam legmagasabban fekvő pontja a Sussex megyei 550 méteres Magaspont domb. A legalacsonyabb pontja az Atlanti-óceán partján található. Legfontosabb folyói a Hudson, Delaware, Raritan, Passaic, Hackensack, Rahway, Musconetcong, Mullica, Rancocas, Manasquan, Maurice és Toms folyók. A keleti részen fekvő Sandy Hook nevű strand népszerű fürdőhely. Összesen tíz nemzeti park van az államban.

### Éghajlat
Mint ahogy más témákban is, éghajlatilag az állam több részre osztható fel. Az állam déli, középső és északkeleti területén nedves szubtrópusi éghajlat az uralkodó, míg az északnyugati területen nedves kontinentális az éghajlat, érezhetően hidegebb hőmérséklettel, köszönhetően magasabb fekvésének.
A nyarak jellegzetesen forróak és nedvesek, a legmagasabb átlaghőmérséklet 28–31 °C között mozog, a legalacsonyabb pedig 16–21 °C között, bár minden nyáron legalább 32 °C van szinte egy hónapig, de ritkán eléri a 38 °C is. A telek általában hidegek, a téli legmagasabb hőmérséklet átlagosan 3–8 °C között, a legalacsonyabb −3–0 °C között mozog.
A leghidegebb időkben sincs kevesebb −12 °C-nál, ez is főleg az északnyugati, hidegebb területre jellemző. Tavasz idején nagyon szélsőséges tud lenni az időjárás, bár a tél átlagosan szárazabb, mint a nyár.[forrás?]
Az évi csapadékmennyiség átlagosan 1 100 és 1 300 mm között mozog, a hóesés átlaga pedig 28–30 cm évente, de a hegyvidéki területeken az 1 m-t is meghaladhatja. Egy évből átlagosan 120 nap esős, és 25-30 vihar van évente, ezek nagy része nyár idején.

## Történelem
Több mint 2 800 évig az őslakos amerikaiak lakták, a legelső fehér telepesek svédek és hollandok voltak az 1600-as évek első felében. Az őslakosok között a lenape törzs volt a domináns, akik gyengén szervezett csoportokban éltek, nagyrészt mezőgazdasággal (főleg kukoricatermesztéssel), vadászattal és gyűjtögetéssel foglalkoztak. Matriarchális törzs volt (azaz a nők örökölték a vezető címeket) és három részre osztották önmagukat jelképeik alapján: a pulyka, a farkas és a teknős törzsre.
Legkorábban holland fehérekkel találkoztak, az 1600-as évek első felében, ekkor indult meg a kereskedelem is közöttük, nagyrészt a szőrmékre alapozva.

### Telepes időszak
Megalakulása óta New Jersey-re jellemző az etnikai és vallási sokszínűség. Az új-angliai kongregacionalisták mellett telepedtek ide skót presbiteriánusok és holland reformátusok, főként New Yorkból. Bár a lakosság nagy része ekkor átlagosan 0.4 km² területen lakott, néhány gazdagabb lakosnak óriási területe is lehetett. Az angol barátok és anglikánok például óriási területekkel rendelkeztek. A telepes időszakban New Jersey főképp mezőgazdasági állam volt, a lakosság nagy része pedig falvakban élt, elszórtan foglalkoztak csak kereskedelemmel. Ennek ellenére az olyan parton fekvő városok, mint Burlington és Perth Amboy fontos kikötők voltak New York és Philadelphia számára. New Jersey termékeny talajának, illetve az állam vallási toleranciájának köszönhetően 1775-ben már 120000  lakossal rendelkezett.
A terület nagy része holland uralom alatt volt. A 17. században létező Új-Hollandia tartomány magába foglalta a mai New York (akkor New Amsterdam) város területét, illetve New Jersey állam nagy részét is.
Annak ellenére, hogy a lenape indiánok nem ismerték el az európaiak földvásárlási jogát, a holland hatóságok elrendelték a területeladásokat. Ennek keretében legelőször a mai Manhattan területét vásárolta meg Peter Minuit, Új-Hollandia kormányzója.
A teljes terület Anglia irányítása alá került, amikor 1664-ben Richard Nicolls tábornok vezetésével egy angol flotta elhajózott a mai New York kikötőjébe és elfoglalta a kolóniát, amivel szemben nagyon kis ellenállást tanúsított mind a lakosság, mind a holland hatóságok.
Az angol polgárháború idején a Csatorna-szigetek, és ezen belül Jersey-sziget elöljárói hűek maradtak a Koronához, illetve menedéket nyújtottak a király számára, ezért II. Károly később két jersey-i, a királysághoz hű vezető, Sir George Carteret és John Berkeley között felosztotta a Hudson folyó és Delaware folyók közötti földet, a későbbi New Jersey területét. Ezért a terület a New Jersey tartomány nevet kapta.
Az első tíz évben csak a Hudson folyó völgyében létesültek angol települések, ezek lakossága pedig Új-Anglia területéről érkezett. 1673. március 18-án eladta területének felét a kvékereknek, akik a Delaware völgyében telepet hoztak létre.
New Jersey elég egyszerűen volt kormányozva 28 éven keresztül, 1674–1702 között, amikor két kis területre volt felosztva. Edward Hyde személyében New Jersey első királyi kormányzója egy nagyon korrupt és gyenge vezető volt, aki megvesztegethető volt, ezért Anglia 1708-ban visszahívta. Ezek után New Jersey területét a New York-i kormányzók irányították, ez viszont feldühítette a jersey-i lakókat, akik Lewis Morris vezetésével 1738-ban kivívták, hogy New Jersey-t New Yorktól függetlenül kormányozzák.

### A függetlenségi háború időszakában

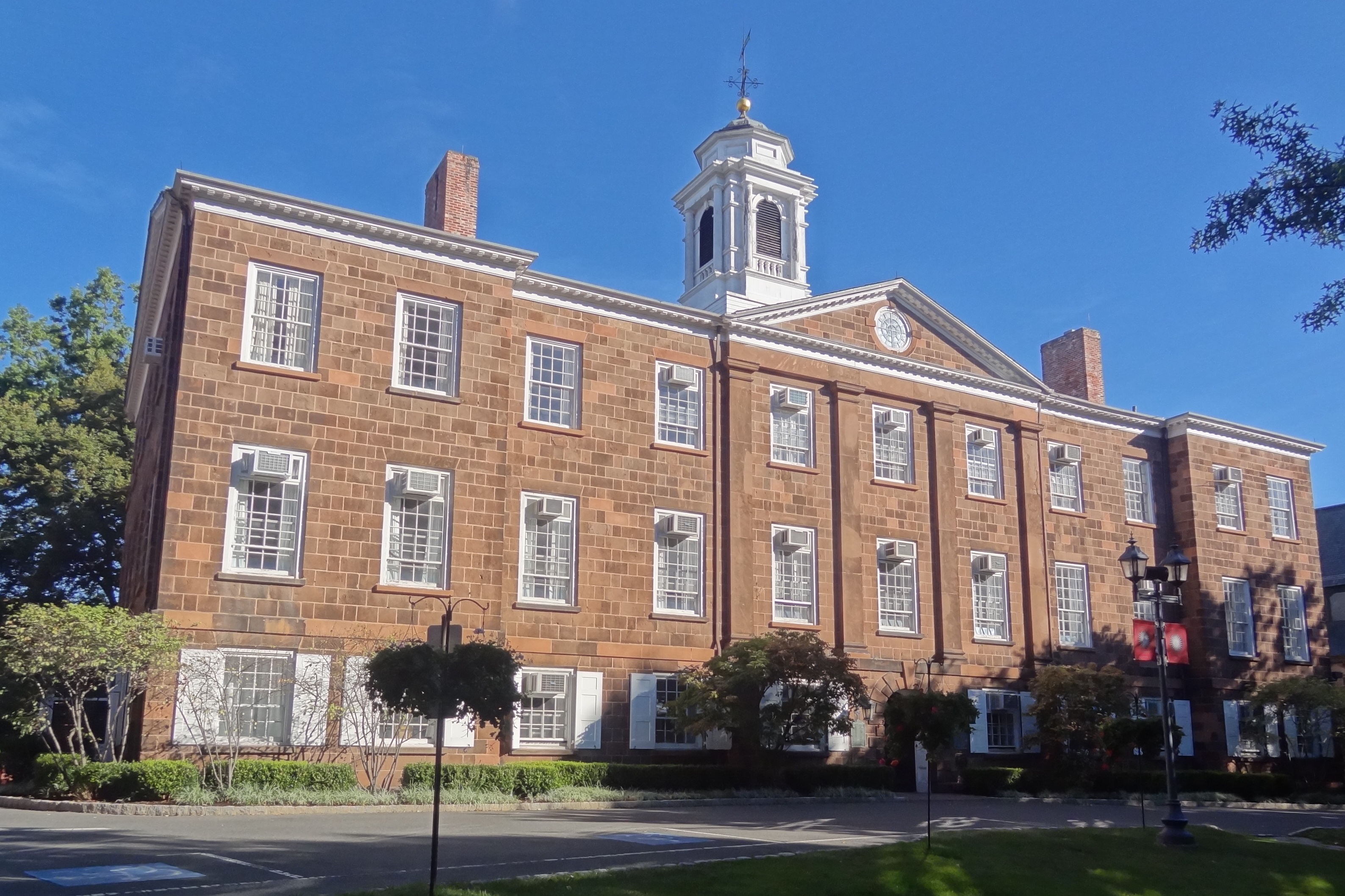
Egyetem abból az időszakból

New Jersey egyike volt annak a 13 gyarmatnak amelyek a függetlenségi háború alatt háborúba léptek Nagy Britanniával. Az 1776-os New Jersey-i alkotmány két nappal a második kontinentális kongresszus megszervezése előtt (amely kimondta az Amerikai Egyesült Államok függetlenségét) lett elfogadva.
Az állam képviselői kivétel nélkül aláírták a függetlenségi nyilatkozatot. A háború alatt számtalanszor lépett New Jersey területére brit sereg, és fontos csaták is voltak az állam területén, emiatt néha New Jersey-t mint „A forradalom útkereszteződését” említik. Az állam északi részén levő Morristown pedig fontos támaszpont volt az amerikai seregek számára.
1776. december 25-én George Washington átkelt a Delaware folyón (amit megfestett Emanuel Leutze is), majd meglepte a britek szolgálatában álló német segédcsapatokat (a hesseineket), és Trentonban csatát nyert. Egy héttel később ugyanitt újra csatát nyert, majd később Princetonban is meglepetéssel győzte le a briteket.
Később Monmouthban vívtak az amerikaiak George Washington vezetésével döntetlen csatát a britek ellen. 1783 nyarától a szeptember 3-áig, a párizsi béke megkötéséig Princetonban székelt a Kontinentális Kongresszus, azaz Princeton volt az Egyesült Államok fővárosa.
1787 decemberében New Jersey lett a harmadik állam amelyik ratifikálta az Egyesült Államok Alkotmányát, amely rendkívül népszerű volt az államban. 1789-ben az első állam volt amely hivatalosította az Alkotmánykiegészítéseket.

### Tizenkilencedik század
1804. február 5-én New Jersey lett az utolsó állam, amely törvényen kívül helyezte a rabszolgatartást[pontosabban?], és törvénybe iktatta annak tiltását. Emiatt nagymértékben lecsökkent a rabszolgák száma, de még a polgárháború előtt is sok volt az újonnan felszabadítottak száma. Az állam vezetése kezdetben elutasította a rabszolgaságot tiltó rendelkezéseket és megtagadta jogok adását az afroamerikaiak számára.
A függetlenségi háborúval ellentétben polgárháborús csaták nem zajlottak az állam területén. Ennek ellenére 80 000 katona harcolt a Konföderáció ellen akik New Jersey államból kerültek a seregbe.
Az ipari forradalom idején az olyan városok, mint Paterson robbanásszerű fejlődésnek indultak, és megváltoztatták az állam gazdaságát, amely azelőtt a mezőgazdaságra alapozott, ezáltal nagyban függött az évi termés minőségétől és mennyiségétől. Ekkor váltott át az állam inkább az iparra, azon belül főleg a selyem- és egyéb textil termékek előállításával és megmunkálásával foglalkoztak a nagyobb városok lakói. Thomas Edison, az ipari forradalom prominens alakja találmányainak legnagyobb részét abban az időben fejlesztette ki, amikor New Jersey-ben lakott. Edison gyárai Menlo Parkban és West Orange-ben voltak a világ első kutatási központjai. Menlo Park főútvonala, a Christie Street volt az első a világon, amely elektromos világítással rendelkezett. A szállítás ebben az időszakban nagyrészt vasúton és gőzhajókon keresztül volt lebonyolítva.
Az 1800-as évek közepétől végéig a vasbányászat is fontos része volt az állam gazdasága. Az olyan bányász települések mint Mt. Hope, Mine Hill és a Rockaway-völgy növekvő ipart eredményeztek, és ennek köszönhetően több tucat új település jött létre.

### Huszadik század
Mindkét világháború idején New Jersey-ben fontos hadiipari létesítmények voltak, kiemelkedőek ezek közül a hajógyárak. Az első világháború ideje alatt három óriási támaszpontot építettek az államban ( Camp Merritt (1917) és Camp Kilmer (1941)), amelyeket a másodikban is használtak. A hidegháború ideje alatt pedig védelmi szempontból volt fontos New Jersey: tizennégy rakétaállomást telepítettek az állam területére, főleg a két közeli nagyváros, New York és Philadelphia védelmére. A későbbi elnök, John F. Kennedy által vezetett PT-109-es torpedónaszádot (amely a csendes-óceánon volt szolgálatban) szintén New Jersey-ben építették. A USS Enterprise (CV-6) repülőgép-hordozó is Bayonne-ben, New Jersey keleti részében állomásozott egy ideig. 1962-ben Camdenből hajózott ki a világ első nukleárisan meghajtott hadihajója, az NS Savannah.
Az 1920-as években New Jersey hatalmas fejlődésnek indult: 1921-ben megtartották az első Miss America szépségversenyt, 1927-ben átadták a Holland Alagutat, 1933-ban Camdenben nyitották meg az első autós mozit. Az állam koldulási engedélyeket adott ki a gazdasági világválság idején a munkanélkülieknek. Lakehurst város mellett zuhant le a Hindenburg léghajó, az SS Moro Castle luxuscirkáló pedig Asbury Park partjainál kötött ki miután tűz keletkezett fedélzetén.
1951-ben megnyitottak átadták a New Jersey Turnpike nevű autóutat, amely gyors közlekedést biztosított a New York-i agglomerációhoz tartozó Észak-New Jersey és Philadelphia külvárosait jelentő Dél-New Jersey között.
Az 1960-as években rendszeressé váltak a faji zavargások az északi iparvárosok fekete lakosságánál. Az első 1964 nyarán volt Jersey Cityben, 1967-ben Newarkban és Planfieldben, illetve 1968-ban Martin Luther King meggyilkolásakor az összes városban. Az utolsó 1971-ben volt Camdenben.

## Demográfia
New Jersey állam lakosaira leginkább mint „New Jersey-i” vagy „New Jersey-ita” hivatkoznak. Az Egyesült Államok Népszámlálási Irodája 2009. július 1-jén az állam lakosságát 8.707.739 főre becsüli, ami 3,2%-os növekedést jelent (268.301 új lakos) a 2000-es értékekhez képest. Ez magában foglalja a 343.965 főnyi természetes szaporulatot (933.185 újszülött mínusz 589.220 elhalálozás) és az 53.930 főre becsült kivándorlást is. Az Egyesült Államok területén kívülről érkező bevándorlásnak köszönhetően 384.687 fővel nőtt a lakosság, míg 438.617 fő költözött el New Jersey területéről. 2005-ben 1,6 millióra becsülték a külföldön születettek számát (ami a lakosság 19,2%-át jelentette).
2006-ban New Jersey volt az Egyesült Államok 11. legnagyobb lakosságú állama, illetve a legsűrűbben lakott, ugyanis egy km²-re átlagosan 453 fő jut (1,174 fő/négyzetmérföld), bár a népsűrűség eléggé változó, New York közelében és a tengerparton a legnagyobb. Az északi és déli megyék nagyrészt vidéki jellegűek, szerény lakossággal.
Mindezek mellett a becslések szerint a második leggazdagabb állam az Egyesült Államokon belül. Egy érdekes felmérés szerint New Jersey-ben több mérnök és tudós esik egy km²-re mint bárhol máshol a világon.

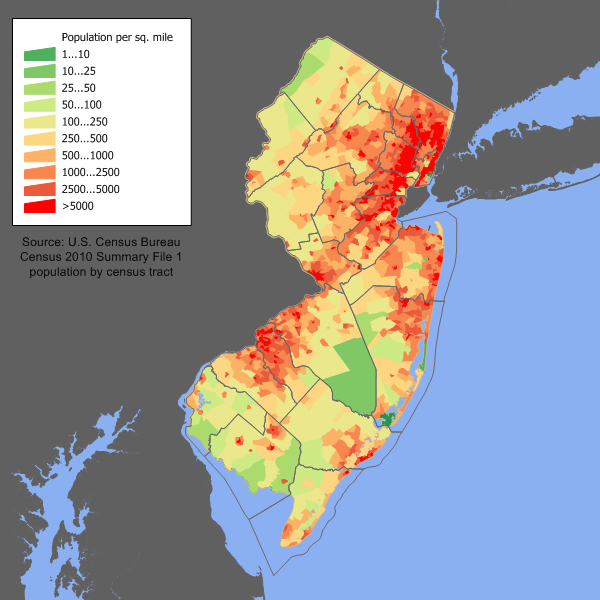
Népsűrűség eloszlása

Etnikailag egyike a legsokszínűbb államoknak az Egyesült Államokban. Itt él a második legnagyobb zsidó közösség az országban (New York után), illetve a második legnagyobb muzulmán lakosság is (Michigan után). New Jersey az otthona még emellett: a legtöbb Costa Rica-inak az Egyesült Államokban, a legtöbb kubainak Floridán kívül, a harmadik legnagyobb ázsiai-amerikai közösségnek, a harmadik legnagyobb olasz származású közösségnek, de a lakosság többsége fehér származású. Afroamerikaiak, latinok és arabok is nagy számban élnek New Jersey-ben. Itt él a legnagyobb indiai közösség, a harmadik legnagyobb koreai csoport, negyedik legnagyobb filippinó lakosság, és szintén a negyedik legnagyobb kínai közösség is. Az öt legnagyobb csoport nemzetiség alapján: olaszok 17,9%, írek 15,9%, afrikai 13,6%, német 12,6%, lengyel 6,9%.

### Vallási eloszlás
2001-ben New Jersey lakosságának felekezeti eloszlása a következő volt: katolikus 37%, nem vallásos 15%, baptista 8%, metodista 6%, keresztény, nem pontosított 4%, izraelita 2%, egyéb illetve választ megtagadó összesen 28%.

## Gazdaság
A Bureau of Economic Analysis becslése szerint New Jersey állam teljes gazdasági összterméke 2006-ban 434 milliárd USD volt. Az egy főre jutó személyi jövedelemadó 2008-ban $54.699 volt, ami az Egyesült Államokban a második legnagyobb érték. Emellett az egy főre eső jövedelem, $51.358 is országos szinten a harmadik legnagyobb. New Jersey-ben a legnagyobb a milliomosok által lakott háztartások aránya az Egyesült Államokban. Az egy főre eső jövedelem 76,4%-kal nagyobb mint az országos átlag. New Jersey kilenc megyéje benne van a 100 leggazdagabb amerikai megyében.

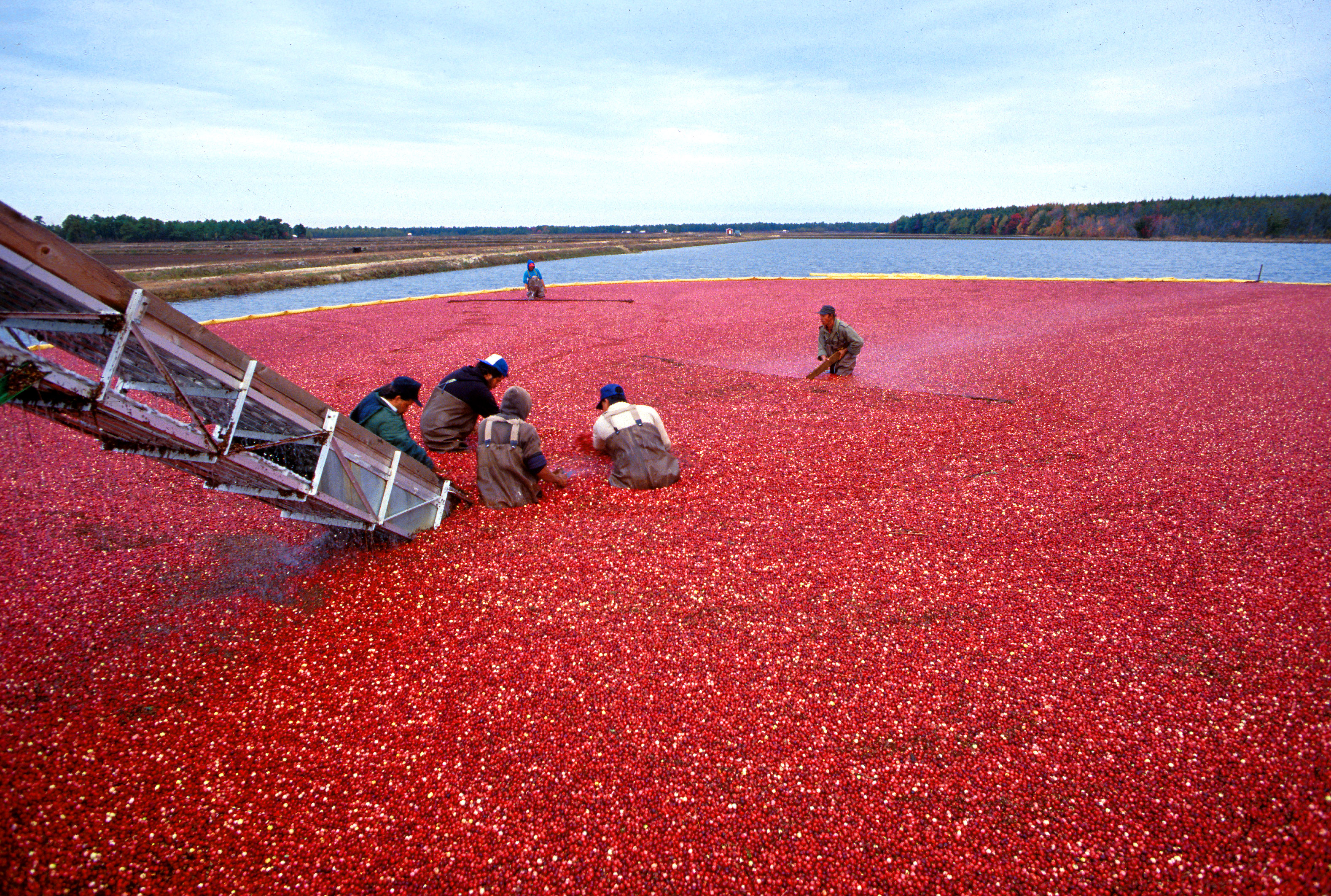
Áfonya, New Jersey fontos mezőgazdasági terméke

### Ipar
New Jersey-ben a legfontosabb iparágak a gyógyszeripar, vegyipar, telekommunikáció, az élelmiszeripar, elektromos berendezések ipara, a nyomdaipar és az idegenforgalom. Mezőgazdaságában kiemelkedő szerephez jut a fakitermelés, a zöldség- és gyümölcstermesztés valamint a tejtermékek.
Annak ellenére hogy több igen energiaigényes tevékenység is folyik az államban, az Egyesült Államok összes energiafogyasztásából csak 2,7% amit New Jersey fogyaszt, és a szén-dioxid kibocsátás is csak 0,8%-a az ország évi szén-dioxid kibocsátásából. Az alacsony káros anyag kibocsátás a nukleáris erőművek nagy számának köszönhető. Az állam villamosenergia szükségleteinek legnagyobb részét a nukleáris energia révén elégítik ki. New Jersey-ben van a székhelye majdnem egy tucat gyógyszeripari cégnek is, és négy távközlési óriásvállalatnak. Továbbá, a szakképzet munkaerőnek köszönhetőn még rengeteg iparág termel.
New Jersey egy igazán „alvóállam”, köszönhetően annak hogy New York és Philadelphia között található. Emiatt a szolgáltatások is kiemelkedően fontosak, amelyek a két nagyvárosban dolgozó embereket látják el. A szolgáltatásokból kiemelkedőek az oktatás, kiskereskedelem és ingatlanügy területei. A newarki reptér a 7. legforgalmasabb az Egyesült Államokban és a világ 20 legforgalmasabb repterének egyike.
Az állam elhelyezkedése miatt a hajógyártás is fontos terület. A newarki kikötő egyike volt a világ első konténeres kikötőinek, és ma is az egyik legnagyobb konténer kikötő a világon. New Jersey-ben van a székhelye több mint 20 óriásvállalatnak. Sommerset, Morris, Hunterdon, Bergen, Munmouth megyék benne vannak az Egyesült Államok 100 legmagasabb jövedelmű megyéi között.

### Adózás
New Jersey-ben a legnagyobbak az eltérések az egész Egyesült Államokban, ami a befizetett adó és a visszaküldött összeget illeti. A 2005-ös adózási évben New Jersey adózói $77 milliárdot fizettek be, míg $55 milliárdot kaptak vissza. Ez a legnagyobb eltérés az egész országban és azt jelenti, hogy minden befizetett 1 dollár után Washingtonból csak 0,61 dollár jön vissza. Ennek oka, hogy a szövetségi kormánynak muszáj semlegessé tennie a költségvetési hiányt, mert egyes államokban többet költ mint amennyit befizetnek ott. Az 1982 és 2005 közötti időszakban New Jersey minden évben a szövetségi kormánytól legkevesebb pénzt kapó államok közé tartozott.
New Jersey-ben elég gyakori a költségvetési hiány, és itt az egyik legnagyobb az adóterhek értéke az Egyesült Államokban. Ennek okai többek között a nagy szövetségi adókötelezettség, ami nem igazán egyezik a New Jersey-i megélhetési költségekkel.

### Természeti erőforrások
New Jersey legnagyobb természetes gazdasági forrása a földrajzi helyzete, azaz több kereskedelmi út kereszteződésében fekszik. Emellett kiépített szállítási rendszere is nagyban segíti az állami gazdaságot. A tavak és tengerek partján kiépített üdülővárosok, mint például Atlantic City hozzásegítette New Jersey-t ahhoz, hogy a turisták által hozott bevétel az ötödik legnagyobb az Egyesült Államokban.
Az állam területének megközelítőleg fele erdős terület. A legelterjedtebb északon a tölgyfa, délen a fenyőfa. A jersey-i fenyőt egykoron óriási mértékben termelték ki, ugyanis kiváló hajóépítő anyag volt. Az állam ásványianyag kincsei nem kiemelkedőek, viszont igen nagy mértékben dolgozzák fel a többi államból ideszállított anyagokat, azonban a mai napig is működnek kisebb cinkbánya egységek Franklin Furnace környékén.

## Szállítás és közlekedés

### Autóutak
A New Jersey Fizetőút egyike az Egyesült Államok legismertebb és legforgalmasabb fizetős autóútjainak. Ezen az
útvonalon folyik a New York és Delaware államok közötti közlekedés legnagyobb része, illetve a Keleti part közlekedésében is kiemelkedően nagy szerepet kap. A használói egyszerűen csak „a fizetős” nevet használják. A New Jersey Fizetőút egyik tulajdonsága, hogy pihenő állomásait a leghíresebb jersey-i lakosokról nevezték el, mint: Thomas Alva Edison feltaláló, Alexander Hamilton politikus és főkincstárnok, Grover Cleveland és Woodrow Wilson elnökök, James Fenimore Cooper, Joyce Kilmer és Walt Whithman írókról, Molly Pitcher felkelőről, a Vöröskereszt támogatója Clara Barton, és Vince Lombardi futballedző.
A Garden State Parkway az állam egy másik fontos útja. Itt sokkal nagyobb az állambon belüli forgalom, mint az államok közötti. Az északi Montvale városától kezdődően az állam határai mentén Cape Mayig, az állam legdélebbi településéig tart és összesen 277 km (172 mérföld). Ez az út köti össze New Yorkot a partmenti fürdővárossal, Atlantic Cityvel és huzamosabb ideje az ország legbiztonságosabb útvonala.

Oregonban és New Jersey-ben nincsenek önkiszolgáló benzinkutak

New Jersey állam New Yorkhoz több különböző alagút és híd révén csatlakozik: a Georghe Washington híd a világ egyik legforgalmasabb hídja és összeköti a jersey-i Washington Heightsot a New Yorkban levő Felső-Manhattanel. A Lincoln-alagút révén Közép-Manhattanbe lehet jutni, míg a Holland-alagút Alsó-Manhattannel köti össze az államot. Ez a három legfőbb útvonal amely révén át lehet kelni a Hudsonon. Ugyanakkor New Jersey Staten Islandel is össze van kötve: északról dél fele a Bayonne-híd, a Goethals-híd és az Outerbridge-híd is a két területet köti össze. Ugyanakkor a Goethals-híd lehetőséget biztosít a Brooklynba való eljutásra is.

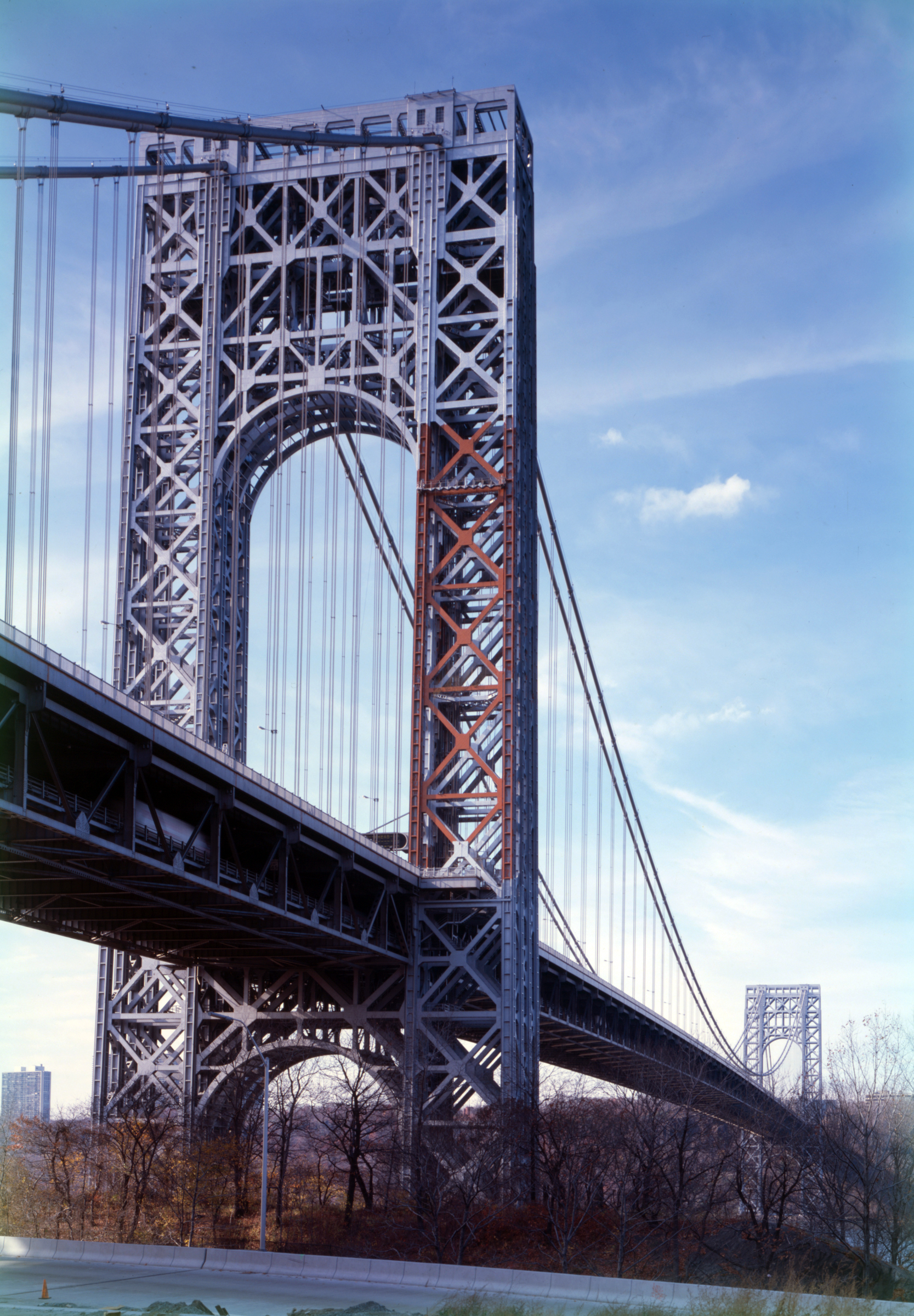
A George Washington híd

Egyéb fő útvonalak New Jersey-ben: az Atlantic City Gyorsút, a Palisades Gyorsút, az Interstate 76, az Interstate 78, az Interstate
80, az Interstate 95, az Interstate 195, az Intestate 280, az Interstate 287 és az Intestate 295. Ezenkívül érinti még New Jersey területét az U.S. 1, az U.S. 9 és az U.S. 1/9. A kevésbé forgalmasak közül megemlítendő az Interstate 676 és az U.S. 46.
A fizetőutak helyzetével kapcsolatban New Jersey mindhárom szomszédos államával egyezséget kötött: mindhárom főbb államközi autópályán csak egy irányban kell fizetni, a New Jersey-n belüli közlekedés ingyenes, de az államból való kilépéskor az autósoknak fizetniük kell. Ezek alól két kivétel van: a Toll-híd a (pennsylvaniai határnál), és a Dingmans's Ferry-híd, (szintén a pennsylvaniai határnál) esetében oda-vissza kell fizetniük az autósoknak. A Trenton közelében levő Scudder Falls-híd, illetve a Trentont Pennsylvániával összekötő Calhoun-híd és az Alsó-trentoni-híd teljesen fizetésmentesek. Szintén ingyenesek még a kevésbé forgalmas Riverton–Belvidere híd, a Northampton Street-híd, a Riegelsville-híd és az Felső Black Eddy – Mildford hidak is. New Jersey egyike annak a két tagállamnak, amelyben törvény által tiltva vannak az önkiszolgáló benzinkutak. Az autópálya-karbantartási hatóságok szerint New Jersey autóútjainak minősége messzemenően gyenge.

### Repterek
A newarki Liberty nemzetközi repülőtér egyike a legforgalmasabb légi kikötőknek az Egyesült Államokban. A New York-New Jersey Közlekedési Hatóság által működtetett reptér egyike a New York-i agglomerációs körzet legfontosabb reptereinek (a LaGuardia és a JFK mellett). A repülőtér legfontosabb bérlője a Continental Airlines, amely egy külön terminált is működtet, ami a cég egyik legfontosabbjának számít. A FedEx teherszállítási célokból használja a Newark Libertyt. A közeli vasútállomásnak köszönhetően a légi közlekedéshez szervesen hozzákapcsolódtak az Amtrak és a New Jersey Transit vasúti cégek járatai.
Két kisebb kereskedelmi légikikötő, az Atlantic City nemzetközi repülőtér illetve a Trenton-Mercer repülőtér is működik még New Jersey-ben. Ugyanakkor a Bergen megyei Teterboro repülőtér egy általános célú repülőtér, és igen népszerű a New York-iak körében. Emellett Cumberland megyében a Millville megyei repülőtér is népszerű általános célú reptér, köszönhetően annak, hogy igen közel van a parthoz.

### Vasút és buszok
A New Jersey Szállítási Társaság (NJT) széleskörűen kiépített vasúti és busz szolgáltatásokat működtet az állam egész területén. A New Jersey Szállítási Társaság egy államilag irányított cég, ami több, Észak-Jersey-ben működő busztársaság összeolvasztása révén jött létre. Az 1980-as években az állam felvásárolta a Conrail nevű, helyi érdekeltségű vasúttársaságot, amelynek járatai Észak-Jersey és New York között közlekedtek. A cégnek tizenegy különböző vasútvonala az állam területén. Ezen vonatok legtöbbje az állam különböző részeiből indulnak és a New York-i Pennsylvania megállóig, vagy a hobokeni pályaudvarra mennek. A társaság 1989-ben megindította az Atlantic City és Lindenwold közötti járatát, amit az 1990-es években kiterjesztett Philadelphiáig.

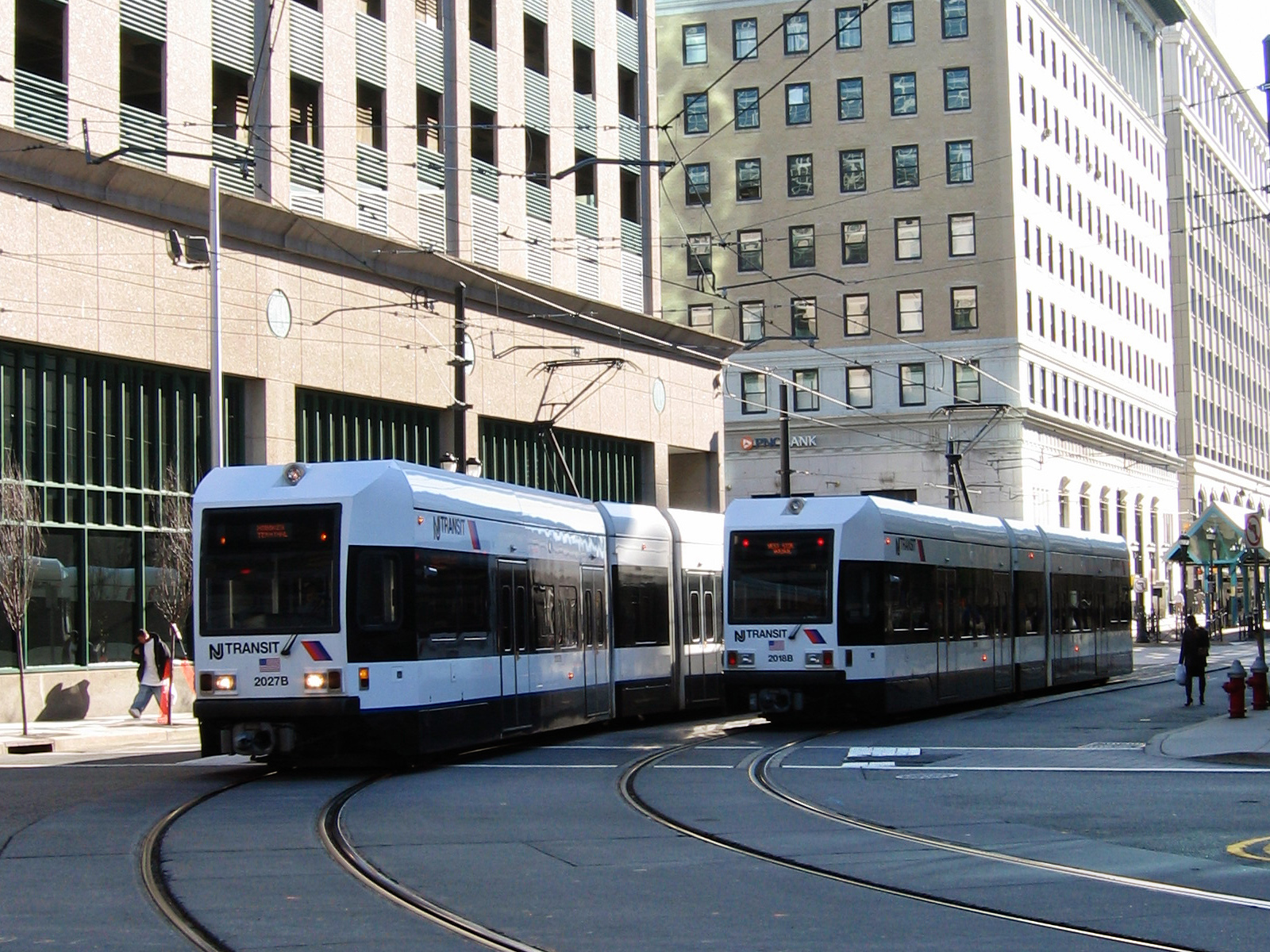
A Hudson–Bergen Helyi Vasút Jersey Cityben

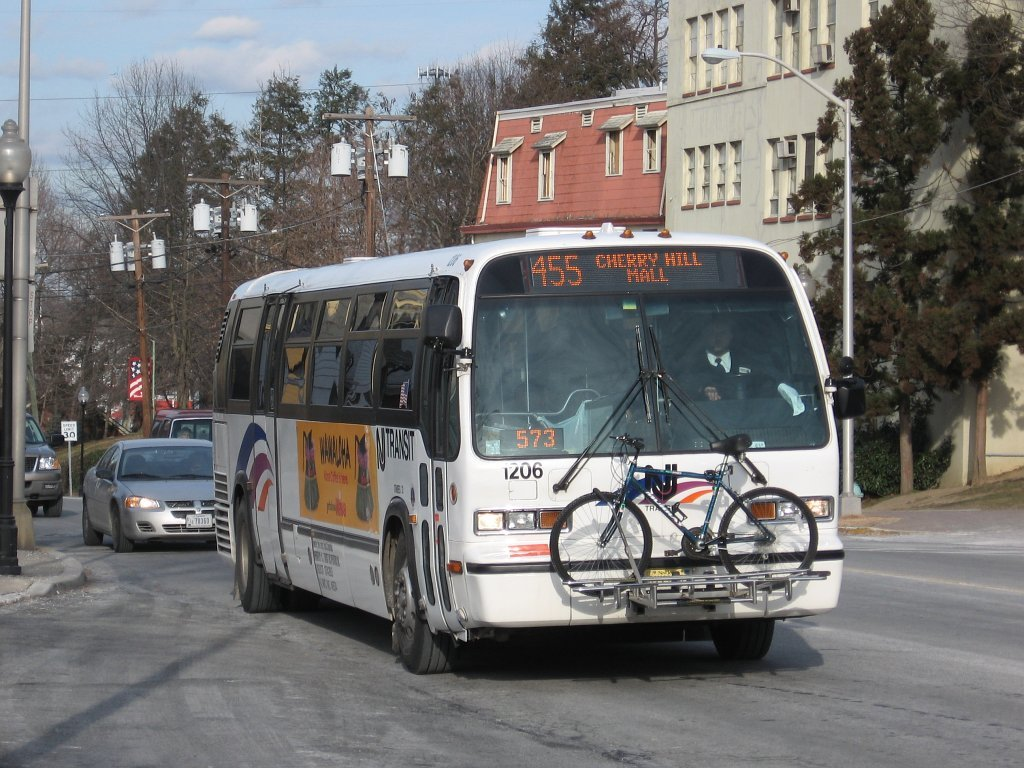
NJT busza Woodburyben

Az NJT emellett működtet még három helyi érdekeltségű vonalat is. A Hudson-Bergen Helyi Vasút Bayonne települést köti össze Észak-Bergennel de tervezik kiterjesztését Bergen megye több településére. A Newarki Helyi Vasút az egyetlen olyan földalatti szállítási rendszer amely nem lép ki New Jersey területéről, azonban ez csak részlegesen földalatti. Ennek fő ága Newark központi részeit köti össze a külvárossal, végállomása Bloomfiledben van. A mellékvonalai Newark különböző részei között közlekednek. Ugyanakkor helyi érdekeltségű járatok közlekednek még Trenton és Camden között is.
A PATH nevű (Port Authority Trans Hudson) gyorsvasút Hoboken városból indul, és New Jersey legfontosabb településeit, azaz Jersey Cityt, Harrisont és Newarkot érintve New Yorkba megy naponta. A PATH négy különböző vonalon közlekedik, amely Észak-Jersey-t New Yorkkal összeköti. Mindegyik vonal végállomása Hudson megyében, Essex megyében vagy Manhattanben van.
A másik fontos gyorsvasúti szolgáltatás a PATCO Speedline, amely Camden megye és Philadelphia város között közlekedik. A PATCO egyetlen vonalon közlekedik, ami Lindenwoldtól kezdődik és Philadelphia központjáig vezet. Ennek a vasútvonalnak egy része föld alatti, a többi nem. A PATCO vonalnak vannak állomásai Lindenwoldban, Voorheesben, Cherry Hillben, Haddonfieldben, Haddon Townshipben, Collingswoodban, Camden és Philadelphiában négy helyen.
Az Amtrak társaság is számtalan vonalon közlekedik, szállít embereket ki és be New Jersey-be. A Newark Liberty reptér melletti állomáshoz hasonlóan működnek Amtrak fel- és leszállóhelyek a trentoni pályaudvaron, Metroparkban, illetve a newarki Pennsylvania állomáson.
A SEPTA közlekedési vállalat vonatai is két vonalat működtetnek, amelyek Pennsylvania állam és Trenton város között közlekednek. Az AirTrain Newark nevü szolgáltatás az Amtrak és az NJT főbb megállóit köti össze a repülőterekkel és parkolóhelyekkel.
Néhány teljesen magánkézben levő busztársaság közlekedik még napjainkban is New Jersey-ben. Ezek nagy része állami finanszírozásokat kap, hogy ellensúlyozni tudja a veszteségeit, illetve állami kézben levő járművekkel közlekednek.
Ezen privát társaságok nagy része a környező nagyvárosokból (New York, Philadelphia és Delaware) hozza a szerencsejátékosokat és turistákat Atlantic Citybe.

### Kompok
Számtalan komp közlekedik New Jersey területén naponta. A Delaware-öbölben Cape May és a Delaware-ban levő Lewes városok között közlekedik. Fort Mott és Fort Delaware között szintén működnek kompok, csakúgy mint Camden és Philadelphia külvárosa között is. Ezek a kompok általában egy, a két állam által alapított és pénzelt ügynökség vagy vállalat által vannak működtetve.
A Hudson folyó mindkét partján a New York Waterway nevü kompvállalatnak négy különböző helyen vannak kikötői: Belfordban, Jersey Cityben, Hobokenben és Weehawkenben. Ezek a kompok emellett még több tucat helyen is megállnak. A Hornblower Cruises turisták számára működik, és Liberty State Parkot köti össze a Szabadság-szoborral, érinte az Ellis-sziget partját is. Bár létezik egy híd Liberty State Park és a Szabadság-szobor területe között, ez le van zárva, mert köztudottan életveszélyes. A SeaStrak nevü cég kompjai főképp turistákat várnak, és a Raritan-part illetve Manhattan között közlekednek. A New York Water Taxi nevű szolgáltató kompjai Paulus Hook és a Wall Street között közlekednek. Több javaslat felvetődött már Keyport és Perth Amboy települések közötti kompvonal létrehozására, de ez a még nem történt meg. Emellett felvetődött egy olyan kompvonal ötlete is, amely Elizabeth belvárosa és a Newark Liberty reptér között közlekedne.

### Magán buszok
Számtalan magán busztársaság nyújt szállítási szolgáltatásokat New Jersey területén belül. Alább ezek a társaságok és működési területük:
- Az Academy Bus járművei Burlington, Middlesex, Monmouth és Ocean megyék, illetve Manhattan alsó és középső részei között közlekednek
- A Bergen Avenue IBOA buszai Jersey Cityben működnek
- Broadway Bus cég, Bayonneben működik
- A Coach USA öt különböző vonalon, az állam területén belül illetve főképp New Yorkba
- A DeCamp Bus buszai Essex megye és Manhattan között szállítanak
- A Greyhound Lines államon belül, Newark, Atlantic City és Mount Laurel között közlekedik
- A Lakeland Bus Lines buszai Manhattan és Észak-Jersey több megyéje között működik
- Martz Trailway buszai Manhattan és Warren megye között
- Az A&C Busztársaság Jersey Cityben
- A Trans-Bridge Lines buszai a Skylands és Manhattan között működnek

## Államszervezet és közigazgatás

### Végrehajtó hatalom

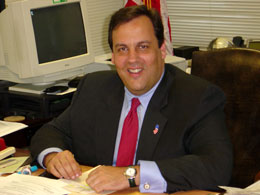
Chris Christie, New Jersey kormányzója

A végrehajtó hatalom élén a kormányzó áll. New Jersey kormányzója szélesebb hatáskörrel rendelkezik, mint a legtöbb amerikai állam kormányzója, mivel New Jersey-ben csak a kormányzót és helyettesét választja az állam teljes lakossága (más államokban több kormányszintű posztra is államszerte szavaznak). A kormányzó felügyeli a hivatalok munkáját, kinevezi a legtöbb tisztviselőt, köztük az állami bírákat, aláírja és betartatja a törvényeket és jogában áll kegyelmet adni. A kormányzó munkáját kabinet segíti, amelynek felépítése azonos más államok vagy országok kormányainak összetételével.
A 2005-ös alkotmánymódosításig az ügyvezető kormányzó még nagyobb hatalommal bírt, mivel egyszerre tölthette be a kormányzó és az állami szenátus elnöke posztokat. 2002-ben és 2007-ben Richard Codey szenátusi elnök rövid ideig ügyvezető kormányzó volt, majd 2004-től két évig ismét birtokolta ezt a posztot Jim McGreevey kormányzó lemondása után. A 2005-ös alkotmánymodósítás azonban megakadályozza, hogy a szenátus elnöke hosszabb időre ügyvezető kormányzó legyen anélkül, hogy lemondana szenátusi helyéről. Az alkotmánymodosítás létrehozta a kormányzó-helyettesi posztot is, hogy amennyiben a kormányzó hosszabb ideig nem tudja teljesíteni hivatali kötelezettségeit, ne a szenátus elnöke váljon ügyvezető kormányzóvá.
New Jersey jelenlegi kormányzója a republikánus Chris Christie. Hivatalát 2010 óta tölti be. Az első kormányzó-helyettest 2010-ben választották meg (2010-ben tartották az első választást az alkotmánymódosítás 2006-os hatályba lépése óta). A jelenlegi kormányzó-helyettes a szintén republikánus Kim Guadagno.

### Törvényhozó rendszer

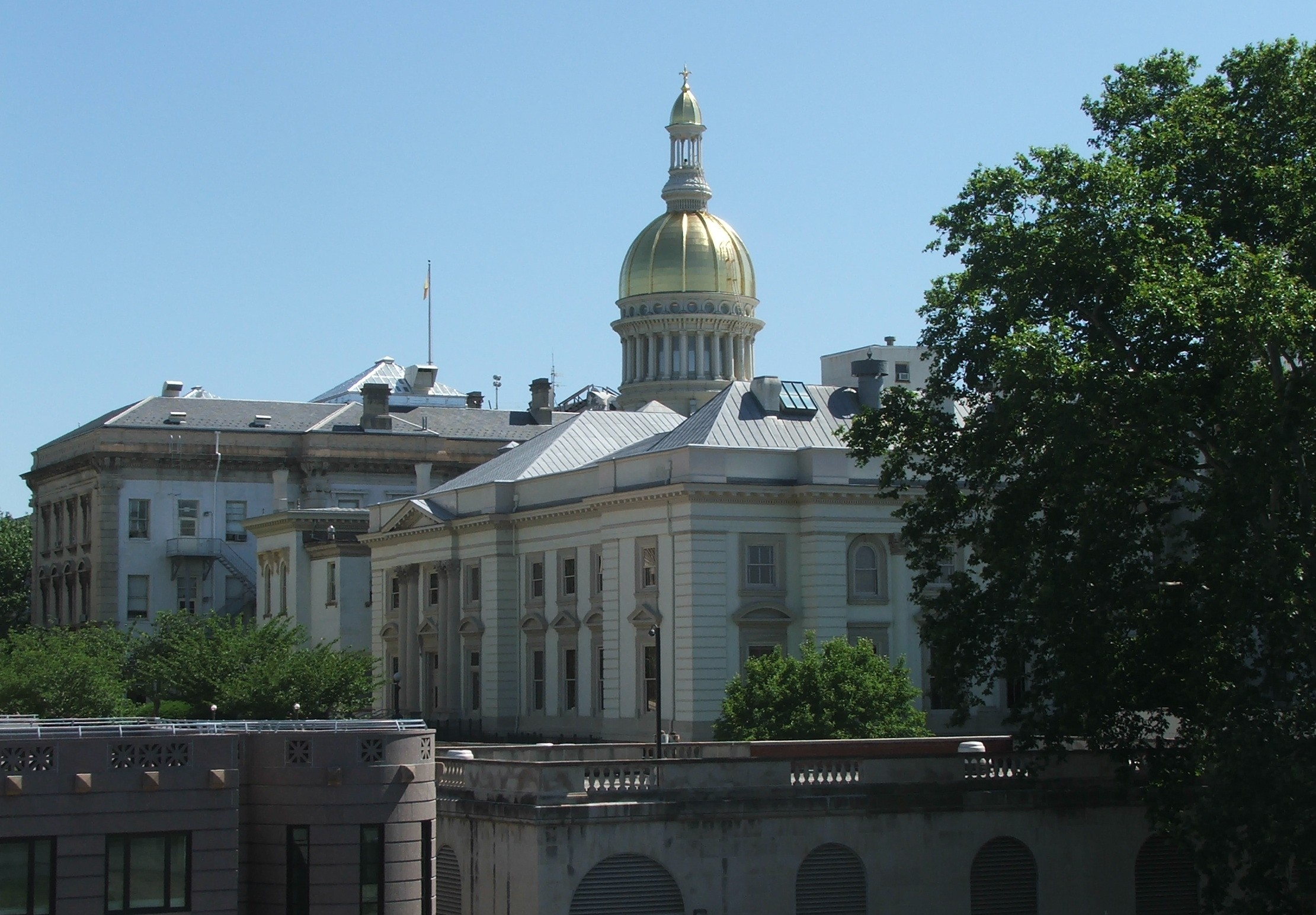
New Jersey Országház

New Jersey állam alkotmányát jelenlegi formájában 1947-ben fogadták el. Eszerint a törvényhozói rendszer kétházas: a felsőház létszáma 40 fő, az alsóházé pedig 80. Mind a negyven törvényhozói körzet választ egy szenátort és egy-egy alsóházi képviselőt. Az alsóház tagjait minden páratlan számú évben választják, két évre. A szenátorokat az 1, 3 és 7 számjeggyel végződő években választják, ezáltal hivatali idejük kettő és négy év között változik.
New Jersey egyike annak az öt amerikai államnak, amelyek négyévente a szövetségi elnökválasztást követő évben választják hivatalnokaikat (a másik négy Kentucky, Louisiana, Mississippi és Virginia). Ha az állam kormányzója határidejének lejárata előtt lemond, meghal vagy elveszíti cselekvőképességét, ebben az esetben az addigi kormányzóhelyettes veszi át helyét. Korábban ilyen esetben a szenátus elnöke vette át a kormányzói hatalmat.

### Jogi rendszer
New Jersey állam Legfelsőbb Bírósága hat bíróból, illetve egy elnök-bíróból áll. Mindegyiküket a kormányzó nevezi ki, a szenátorok tanácsai és beleegyezése alapján. A Legfelsőbb Bíróságba való kinevezés hét évre szól, és a bíró 70 éves korának eléréséig korlátlanul kinevezhető.
A napi rendszerességű jogi ügyek döntésére a Városi Bíróságok vannak felhatalmazva. Itt olyan ügyekkel foglalkoznak, mint forgalmi kihágások, kisebb bűnügyek, vagy kisebb polgári perek. A komolyabb bűnügyeket és polgári pereket a megyei Felső Bíróságokon tárgyalják. A Megyei Felső Bíróság tagjait hasonlóan választják meg, mint a New Jersey Legfelsőbb Bírósága tagjait. New Jersey jogi rendszerében létezik még a Fellebbviteli Bíróság. A Fellebbviteli Bíróság tagjait a Legfelsőbb Bíróság elnöke nevezi ki. Mindezek mellett, New Jersey-ben létezik még az ún. Adóügyi Bíróság. Itt tárgyalják a New Jersey Megyei Adóhatóság által kibocsátott adózási határozatokat, illetve az fellebbezéseit. Szintén itt tárgyalják az adóhatóságoknak a jövedelmi adó, adókedvezmények és egyéb adókra vonatkozó határozatainak fellebbezéseit. Az Adóügyi Bíróság tagjait a Megyei Felső Bíróság illetve a New Jersey Legfelsőbb Bíróságának tagjaihoz hasonlóan az elnök nevezi ki.

### Megyék
New Jersey államban összesen 21 megye található. Ebből tizenhárom már a telepes időszak óta létezik. 1692-ben osztották fel a területet megyékre, a jelenlegiek nagy része az előzők kettéosztása révén jött létre. A legfiatalabb megye az 1857-ben létrejövő Union megye. New Jersey az egyetlen állam az országban ahol a megyék hivatalnokait földbirtokosnak (freeholder) nevezik. Mindegyik megyét egy Választott Birtokosok Bizottsága nevű szervezet (Board of Chosen Freeholders) irányít. Ezen tanácsok taglétszámát referendumok révén határozzák meg, és általában 3,5,7 vagy 9 tagot számlálnak.
A megyéktől függ az, hogy a végrehajtó és törvényhozói hatalom a Választott Birtokosok Bizottsága kezében összpontosúl-e, vagy pedig különálló ágakra bontják azokat. 21 megyében összpontosúl a végrehajtó és törvényhozói hatalom a Tanács kezében, és minden földbirtokos egy bizonyos körzetért (department) tartozik felelősséggel.
A fennmaradó öt megyében (Atlantic megye, Bergen megye, Essex megye, Hudson megye, Mercer megye) létezik a közvetlenül választott Megyei Végrehajtó Tanács (County Executive), amelynek feladata a végrehajtó hatalom irányítása. Ezekben a megyékben a Választott Birtokosok Bizottsága csak jogalkotási és felügyeleti jogkörrel rendelkezik. Azok a megyék, amelyben nincs Megyei Végrehajtó Tanács, hagyományosan felkérnek egy személyt, hogy legyen Megyei Irányító (County Administrator) aki a mindennapi irányítási feladatokat elvégzi.

### Municípiumok
New Jersey-ben összesen 566 municípium van. Ez a szám 567 volt mielőtt Pahaquarry község nem lett bekebelezve Hardwick község által. New Jersey-ben municípium néven említenek minden falut, községet, kisvárost és várost is, és New Jersey teljes területe municípiumokból áll. 2008-ban Jon Corzine kormányzó javaslatot terjesztett be arra nézve, hogy az állam szüntesse meg a 10,000 fő alatti municípiumok támogatását, ezáltal ösztönözve azokat önállóságra, hogy csökkentsék a magas adminisztratív költségeket. 2009 tavaszán a LUARC (Local Unit Alignment Reorganization and Consolidation Commission) nevű szervezet elkezdett tanulmányokat készíteni néhány Dél-Jersey-ben levő kis településről, hogy eldöntsék, melyeket kellene megszüntetni és melyeket nem.

### Településtípusok
Amikor a 19. században a településeket lakosságuk és méretük alapján csoportokba sorolták, az az elv érvényesült, hogy a városoknak nagyobb lakosságú, kiépített területek kell hogy legyenek, amelyek kerületekkel, külvárosokkal rendelkeznek, és kis falvak is tartoznak hozzá. A vidéki jellegű területeket pedig különböző községekbe, járásokba szervezték (township). Ez a szemlélet mind a mai napig érvényes New Jersey-ben, bár pár évvel ezelőtt Shrewsbury község területének nagy részét egy környező városhoz csatolták, így ma ez a község kevesebb mint egy négyzetmérföld területet foglal. Néhány község – leginkább Brick, Hamilton és Middletown községek – napjainkra átalakultak nagy, elnyúlt külvárosi területekké. Ezeknek a külvárosi területeknek legtöbbször akkora lakosságuk van, mint egy városnak, és gyakorta alakulnak ki különböző nagy bevásárlóközpontok és autópályák közelében.
Számos hely New Jersey-ben, mint Short Hill és Murray Hill sokkal inkább negyedeknek számítanak semmint municípiumoknak. New Jersey bonyolult közigazgatásának köszönhetően a szövetségi kormányzat sok hibát vét különböző ügyekben.
Az ötféle önkormányzattípus főképp nevében különbözők, jogköre nagyjából mindegyiknek azonos. Korábban azonban mind az ötféle típusnak különböztek a jogai, ez azonban a 20. század folyamán megváltozott. Az 1900-as évek elején a reformista célú politikusoknak köszönhető ez. 1911-ben elfogadták az ún. Walsh-szerződést, amely kimondta, hogy mind az öt önkormányzattípus élére pártatlan alapon kell kinevezni egy 3 vagy 5 tagú vezetői tanácsot. Ezt követte az 1923-as közigazgatási reform, amely megszabta, hogy az önkormányzattípusok élén független tanácsok kell hogy álljanak, akik egy kis hatáskörű polgármestert kell hogy válasszanak az önkormányzatok élére.
Az 1950-ben elfogadott és 1981-ben módosított Faulkner-szerződés négy típusú önkormányzatot vezetett be: a polgármesteri-tanácsi típusút, a tanács-irányító típusút, és a polgármester-tanács-irányító típusú önkormányzatokat. Ez a szerződés sokféle változást biztosított New Jersey településeinek, amelyek kiválaszthatták, hogy minél inkább egy személy kezében, vagy minél több személy kezében összpontosuljon a végrehajtói hatalom. Ugyanakkor nagyon rugalmas is volt a Faulkner-szerződés, mert nem szabta meg, hogy az önkormányzati tanácsoknak hány főből kell állniuk, hogy ezeknek a tanácsoknak hány részből kell összeállniuk, hogy azok párhuzamosan vagy lépcsőzetesen kell-e hogy működjenek, illetve azt sem szabályozta, hogy az önkormányzatok polgármesterét az önkormányzati tanács, vagy közvetlenül a lakosság válassza-e. Így a legtöbb önkormányzat New Jersey-ben elfogadta a Faulkner-szerződést és annak alapján működik. Ugyanakkor az is lehetséges, hogy egy önkormányzat teljesen más tulajdonságokkal rendelkezzen, ha ebbe beleegyezik a New Jersey Parlamentje is.
Bár sok önkormányzat még napjainkban is viseli az önkormányzattípus nevét, ez lehet hogy a jövőben változni fog egy modernebb névre, esetleg a hagyományos nevet fogja újra viselni egy-egy önkormányzat. Ennek oka, hogy napjainkban már sok olyan önkormányzat van, amelynek neve nem egyezik az adott önkormányzat jellegével. Például, annak ellenére, hogy hivatalosan négy falusi jellegű település van New Jersey-ben, napjainkra már csak egyetlen működik falusi önkormányzatként, a többiek nem.

### Politikai pártok
| Year | Republikánus Párt (Amerikai Egyesült Államok) | Demokrata Párt   |
| ---- | --------------------------------------------- | ---------------- |
| 2008 | 41,61% 1,613,207                              | 57,14% 2,215,422 |
| 2004 | 46,24% 1,670,003                              | 52,92% 1,911,430 |
| 2000 | 40,29% 1,284,173                              | 56,13% 1,788,850 |
| 1996 | 35,86% 1,103,078                              | 53,72% 1,652,329 |
| 1992 | 40,58% 1,356,865                              | 42,95% 1,436,206 |
| 1988 | 56,24% 1,743,192                              | 42,60% 1,320,352 |
| 1984 | 60,09% 1,933,630                              | 39,20% 1,261,323 |
| 1980 | 51,97% 1,546,557                              | 38,56% 1,147,364 |
| 1976 | 50,08% 1,509,688                              | 47,92% 1,444,653 |
| 1972 | 61,57% 1,845,502                              | 36,77% 1,102,211 |
| 1968 | 46,10% 1,325,467                              | 43,97% 1,264,206 |
| 1964 | 33,86% 963,843                                | 65,61% 1,867,671 |
| 1960 | 49,16% 1,363,324                              | 49,96% 1,385,415 |

New Jersey állam egykoron a Republikánusok bástyája volt, de mára a demokraták egyik fő erőssége. Habár Chris Christie kormányzóvá választásával sokak szerint a demokrata bázis kezd lilává válni (utalva itt arra, hogy a Republikánus többségű államokat pirosnak, a demokratákra szavazó államokat kéknek, míg a megosztottakat lilának nevezik). Jelenleg a demokraták vannak többségben New Jersey Parlamentjének mindkét házában, (a szenátusban 22-en, a képviselőházban 46-an), míg szövetségi szinten mindkét szenátusi hely a demokraták kezében van, illetve a 13 képviselőházi székben is demokraták ülnek.
Christine Todd Whitman személye révén New Jersey-nek 1994 és 2002 között Republikánus elnöke volt, aki előbb 47%-kal, majd 49%-kal nyerte meg a kormányzóválasztásokat.
A 2009-ben rendezett legutóbbi kormányzóválasztáson Chris Christie republikánus jelölt legyőzte John Corzine demokrata jelöltet. Ezért 2010-től kezdődően mind a kormányzói poszt, mind a kormányzó-helyettesi poszt a Republikánusok kezében van, bár néhány különböző tisztség lehet mindkét párt kezében (esetünkben az állami főügyész demokrata párti).
A szövetségi választásokon New Jersey hagyományosan a demokratákra szavaz. Azonban a múltban sokszor nyert fölényesen a republikánus elnökjelölt is, például 1948-ban Thomas E. Dewey, 1968-ban Richard Nixon, vagy 1976-ban Gerald Ford. Azonban alapvető, úgynevezett lila állam volt az 1960-as, 1964-es és 1992-es elnökválasztáson. Az utolsó Republikánus szenátor New Jersey-ből 1979-ben Clifford P. Case volt.
A legfontosabb demokrata bástyák New Jersey-ben Mercer megye (különösen Trenton és Princeton városok), Essex megye (főleg Newark környéke), Hudson megye (Jersey City és szomszédsága), Camden megye, Union megye és Middlesex megye.
Az északnyugaton és délkeleten levő külvárosi jellegű települések megbízható Republikánus területek. Emellett Ocean megye partvidéki területe, illetve az északnyugaton levő, ritkán lakott hegyvidéki területek (Sussex, Morris és Warren megyék) lakossága is főképp GOP-s szavazók. Vannak azonban olyan külvárosi, ritkábban lakott területek is, főleg Bergen és Burlington megyékben, amelyek a demokraták bázisának számítanak. A 2008-as elnökválasztásokon Barack Obama demokrata jelölt megnyerte New Jersey-t, megközelítőleg 57,14%-kal, szemben John McCain 41,61%-ával. A környezetvédő Zöld Párt jelöltje, Ralph Nader kevesebb mint 1%-ot szerzett Jersey-ben.
Bár New Jersey megyéinek egy harmada lila területeknek vannak elkönyvelve, vannak megyék ahol még ennél is összetettebb a helyzet: Salem megyében például az északi részen főképp republikánus szavazók élnek, míg a déli, sűrűbben lakott részeken a demokraták szavazói vannak többségben. Emiatt Salem megyében általában alig-alig nyernek a Republikánusok. Ugyanez a helyzet még Passaic megyében is, ahol a déli, főképp hispániai lakosság a demokratákra voksol, az északi, vidékiesebb területek lakosai a Republikánusoknak kedveznek.
Ahhoz, hogy egy New Jersey-i lakos részt tudjon venni a szövetségi választásokon, követelmény, hogy már 30 nappal azelőtt New Jersey-ben kell laknia, és 29 nappal a választás előtt regisztráltatni kell lakcímét a választási adatbázisban.

### Társadalmi kérdések
Társadalompolitika szempontjából New Jersey lakossága inkább a liberális táborba tartozik. Közvélemény kutatások szerint a lakossága 60%-a támogatja az abortusz országos legalizálását, azonban ezen személyek többsége viszont elutasítja a késő időszakbeli abortuszt.
Egy 2009-es közvélemény kutatás szerint a lakosság 49%-a támogatja az egyneműek közötti házasságkötés törvény általi engedélyezését, míg 43% ellenzi azt.
2004 áprilisában New Jersey állam törvényt fogadott el, amelyben engedélyezte az élettársi kapcsolatot az azonos neműek között is. 2007-ben pedig törvény által (az Egyesült Államokban harmadikként Connecticut és Vermont után) legalizálta az azonos neműek között is az úgynevezett polgári egybekelést, amely jogilag szinte azonos a házassággal, azonban más neve van.
Ugyanakkor, New Jersey egyike a legszigorúbb államoknak az Egyesült Államokban a fegyvertartási kérdés szempontjából. Többek között tiltottak a civil lakosság számára a könnyű lőfegyverek, a puskák, sőt még a csúzli is. New Jersey-ben bármilyen fajta fegyveres kihágás vagy szabálytalanság bűntényként van kezelve. A légpuskák, illetve a különböző gázpisztolyokat is az állam jogilag modern lőfegyverként kezel. Továbbá New Jersey nem ismeri el a többi állam által kibocsátott fegyvertartási engedélyt sem, és agresszíven próbálja érvényesíteni sajátjait.
New Jersey városaiban és külvárosi részein van egy eléggé hírnév rontó probléma, ez pedig a szemetelés ügye. Az államnak még mindig nincs az egész területre kiterjedő egységes szemételszállítási rendszere. Az 1986-ban elfogadott szemétügyi törvény botrányossá vált később működésképtelenségéről, és ennek nyomán hihetetlen mértékben felhalmozódott a szemét és a törmelék New Jersey városainak utcáin, közterületein.

### Halálbüntetés
2007. december 17-én John Corzine kormányzó törvényben szüntette meg a halálbüntetés alkalmazását New Jersey fegyházaiban és büntetőintézeteiben. Így New Jersey lett az első állam 1965 óta (ebben az évben Iowa és Nyugat-Virginia államokban helyezték törvényen kívülre a halálbüntetést), amely törvényben szüntette meg a kivégzéseket. Ugyanakkor a kormányzó szintén törvénybe iktatott egy rendeletet, amely szerint minden eddigi személy, akit New Jersey államban halálra ítéltek, de még nem végeztek ki, nem halálbüntetésben, hanem tényleges életfogytiglani börtönbüntetésben fog részesülni.

## Főbb nagyvárosok és városok

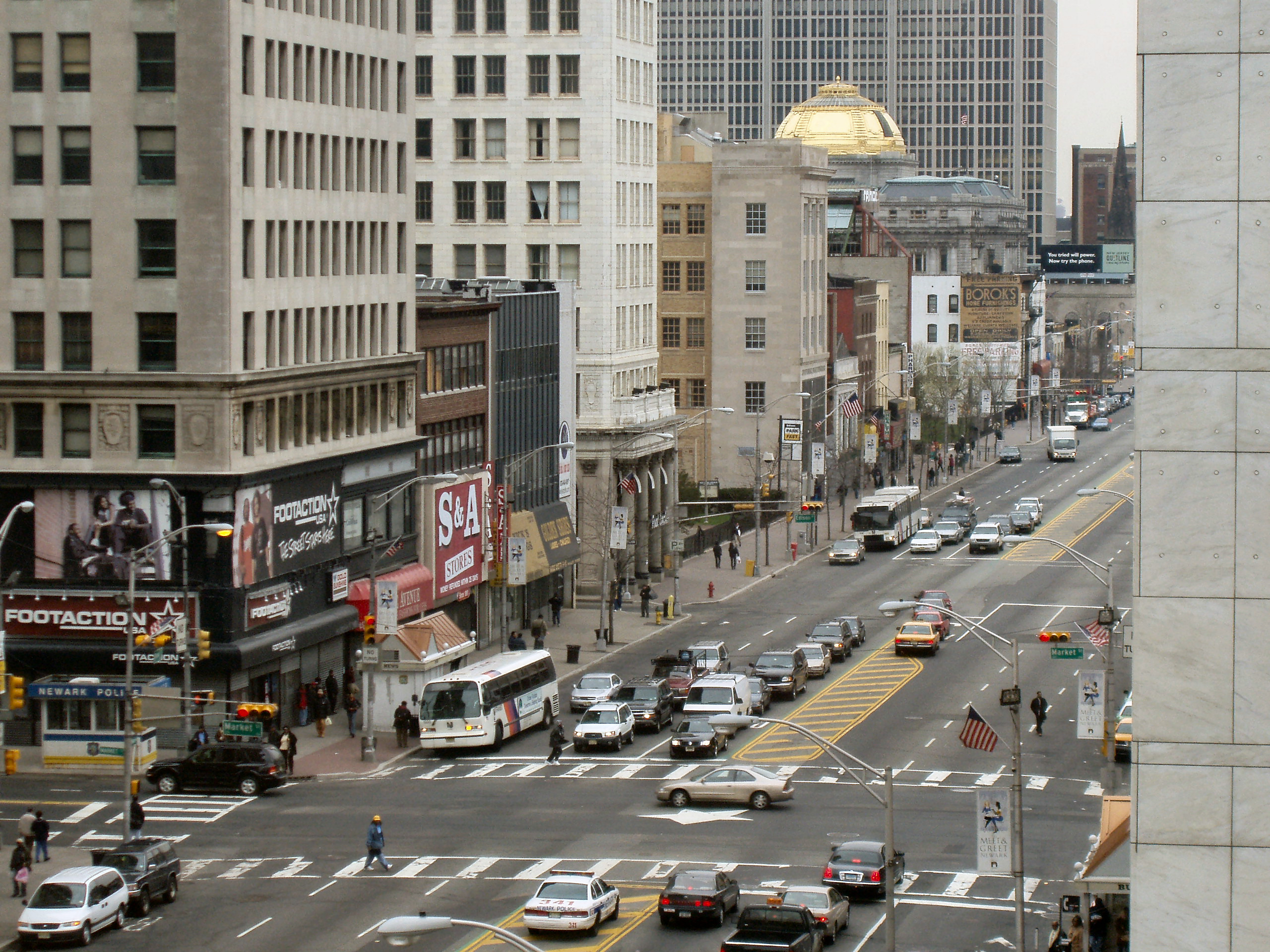
Főutca Newark városban

### Nagyvárosok
Annak ellenére, hogy New Jersey az Egyesült Államok második legsűrűbben lakott állama, illetve 8,707,739 lakosával a tizenegyedik legnagyobb lakosságú állam, viszonylag csekély a nagyvárosok száma az államban. A 2000-es népszámlálási értékek alapján csak négy olyan település van az államban, amelynek lakossága meghaladja a 100 ezer főt.
- Newark, Essex megye 273,546 fő (2006-os becslés szerint 281,402 fő)
- Jersey City, Hudson megye 240,055 fő (2006-os becslés szerint 241,791 fő)
- Paterson, Passaic megye, 149,222 fő (2006-os becslés szerint 148,708 fő)
- Elizabeth, Union megye 120,568 fő (2006-os becslés szerint 126,179 fő)
- Edison, Middlesex megye 97,687 fő (2006-os becslés szerint 99,523 fő)
- Woodbridge, Middlesex megye 97,203 fő (2006-os becslés szerint 99,208 fő)

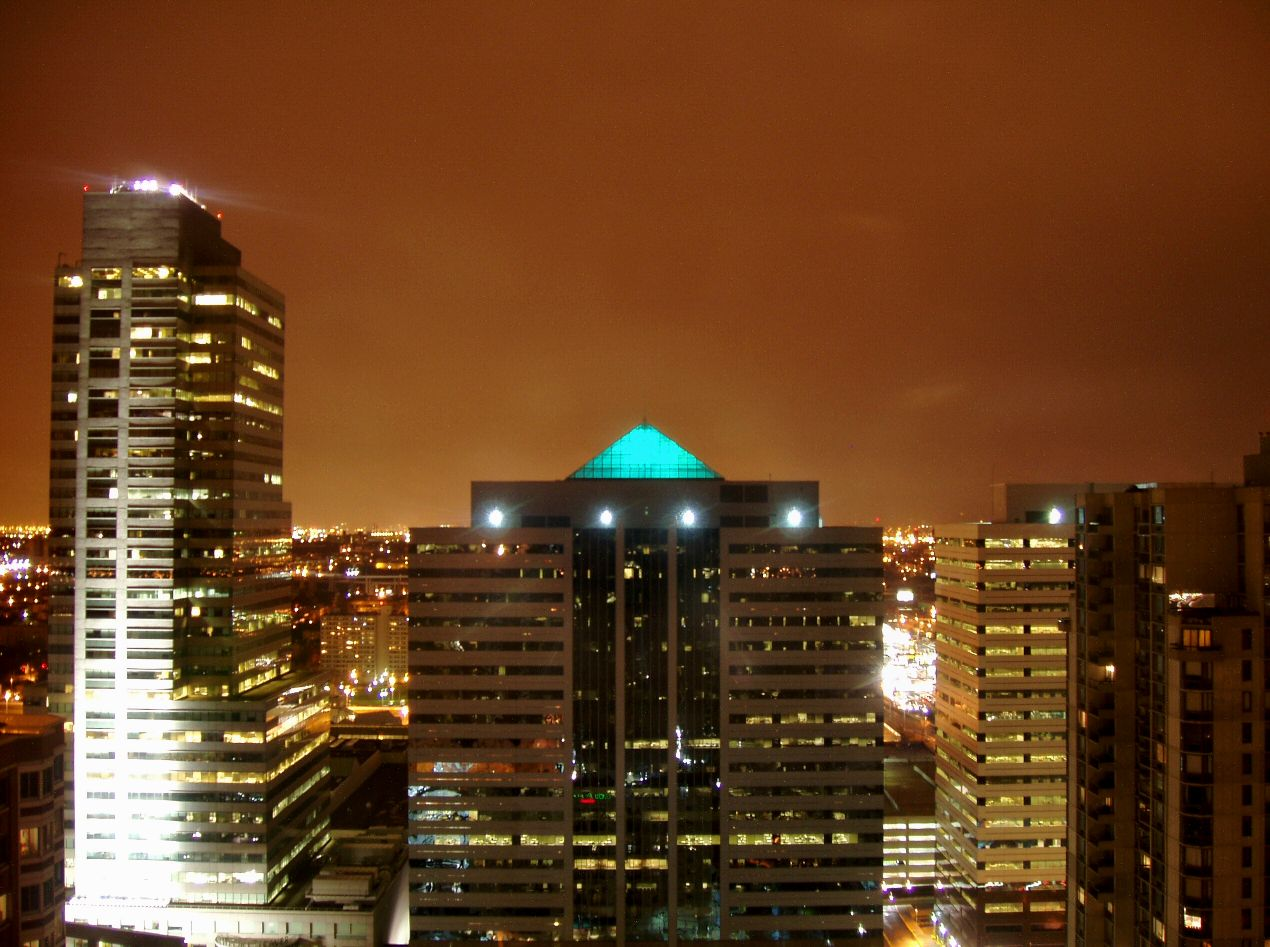
Jersey City éjszaka

Bár az utolsó két település, Edison és Woodbridge települések lakossága 2006-ban már nem érte el a 100 ezer főt, de 2004-es becslések szerint mindkét település lakossága felülmúlta a 100 ezer lakost.

### Városok és kisvárosok
- Toms River község, Ocean megye 89,706 fő (2006-ban 94,660 főre becsülték)
- Hamilton község Mercer megye 87,109 (2006-ban 90,559 főre becsülték)
- Trenton 85,403 fő
- Camden 79,904 fő
- Clifton 78,672 fő
- Brick község 76,119 fő
- Cherry Hill község 69,965 fő
- East Orange 69,824 fő
- Passaic 67,861 fő
- Union City 67,088 fő
- Middletown község 66,327 fő
- Gloucester község 64,350 fő
- Bayonne 61,842 fő
- Irvington 60,695 fő
- Old Bridge község 60,456 fő
- Lakewood község 60,352 fő

### Települések és vagyonaik
Az egy főre jutó jövedelem alapján a következőek a legvagyonosabb és legszegényebb települések New Jersey-ben:
- 1. Mantoloking, $114,017
- 2. Saddle River, $85,934
- 3. Far Hills, $81,535
- 4. Essex Fells, $77,434
- 5. Alpine, $76,995
- 698. New Hanower, $12,140
- 699. Lakewood, $11,802
- 700. Bridgeton, $10,917
- 701. Fort Dix, $10,543
- 702. Camden, $9,815

## Oktatás
Bár igaz, hogy az állam néhány belvárosi területén vannak oktatás-ügyi problémák, de ennek ellenére bizonyítottan New Jersey-nek van az egyik legjobb közoktatási rendszere az Egyesült Államokban. A középiskolás diákok 54%-a az érettségi letétele után egyetemre megy továbbtanulni (így Massachusetts állammal osztozik a 2. helyen ebben a tekintetben, az első Észak-Dakota). Átlagosan itt szerzik a legtöbb pontot a felvételin a diákok. John Corzine korábbi kormányzó kinevezte oktatási titkárnak Rick Rosenberget, aki létrehozott egy szervezetet, amelynek legfőbb célja, hogy 10%-kal növelje a sikeres felvételik számát, hogy 15%-kal csökkentse azon diákok számát, akik az egyetem elkezdése után abbahagyják azt, illetve 10%-kal növelje az iskolákra fordított pénzösszegeket. Rosenberget azonban később kényszerítették, hogy vonja vissza intézkedéseit, mert a közvélemény szerint pénzeket vont el a közegészégügyi területről. Az állam átlagosan $20,000-et költ egy diákra minden évben.

## Látnivalók és szórakozás
| - Indian King Vendéglő - Thomas Edison Nemzeti Emlékpark - Ellis-sziget - Emilio Carranza Emlékhely - Grover Cleveland szülőháza - Long Pond Vasművek Emlékpark - Ringwood-birtok - Monmouth Emlékpark - Morristown Nemzeti Történeti Emlékpark - Holland Parókia - Princetoni csata emlékhelye - Mihály arkangyal Templom, Trenton - Az USS New Jersey - Wallace-ház - Walt Whitman háza és sírhelye - Washington Kereszteződé Emlékpark - Liberty Tudományos Központ - Maywood Vasúti Múzeum - Montclair Művészeti Múzeum - Morris Múzeum - Newark Múzeum - Thomas Alva Edison Múzeum - New Jersey Előadóművészeti Központ - Paper Mill Színház - PNC Amfiteátrum - Prudential Központ - Appalache Trail - Glen Gray tábor - Déli Hegyi Rezervátum - Bowcraft Vidámpark - Clementon Vidámpark - Land of Make Believe - Morey Mólója - Mountain Creek Vízipark - Six Flags Great Adventure | - Asbury Park - Allenhurst - Atlantic City - Avalon - Avon-by-the-Sea - Barnegat - Bay Head - Belmar - Brigantine - Cape May - Cliffwood Beach - Forked River - Gunnison Beach - Island Beach State Park - Keansburg - Keyport - Long Beach Island - Long Branch - Longport - Manasquan - Margate - Monmouth Beach - Middletown - Neptune - Ocean City - Ocean Grove - Oceanport - Point Pleasant Beach - Red Bank - Rock Lodge Club - Sandy Hook - Sea Isle City - Sea Bright - Seaside Heights - Seaside Park - Spring Lake - Stone Harbor - Toms River - Union Beach - Diamond Beach - North Wildwood - West Wildwood - Wildwood - Wildwood Crest |

### Vidámparkok

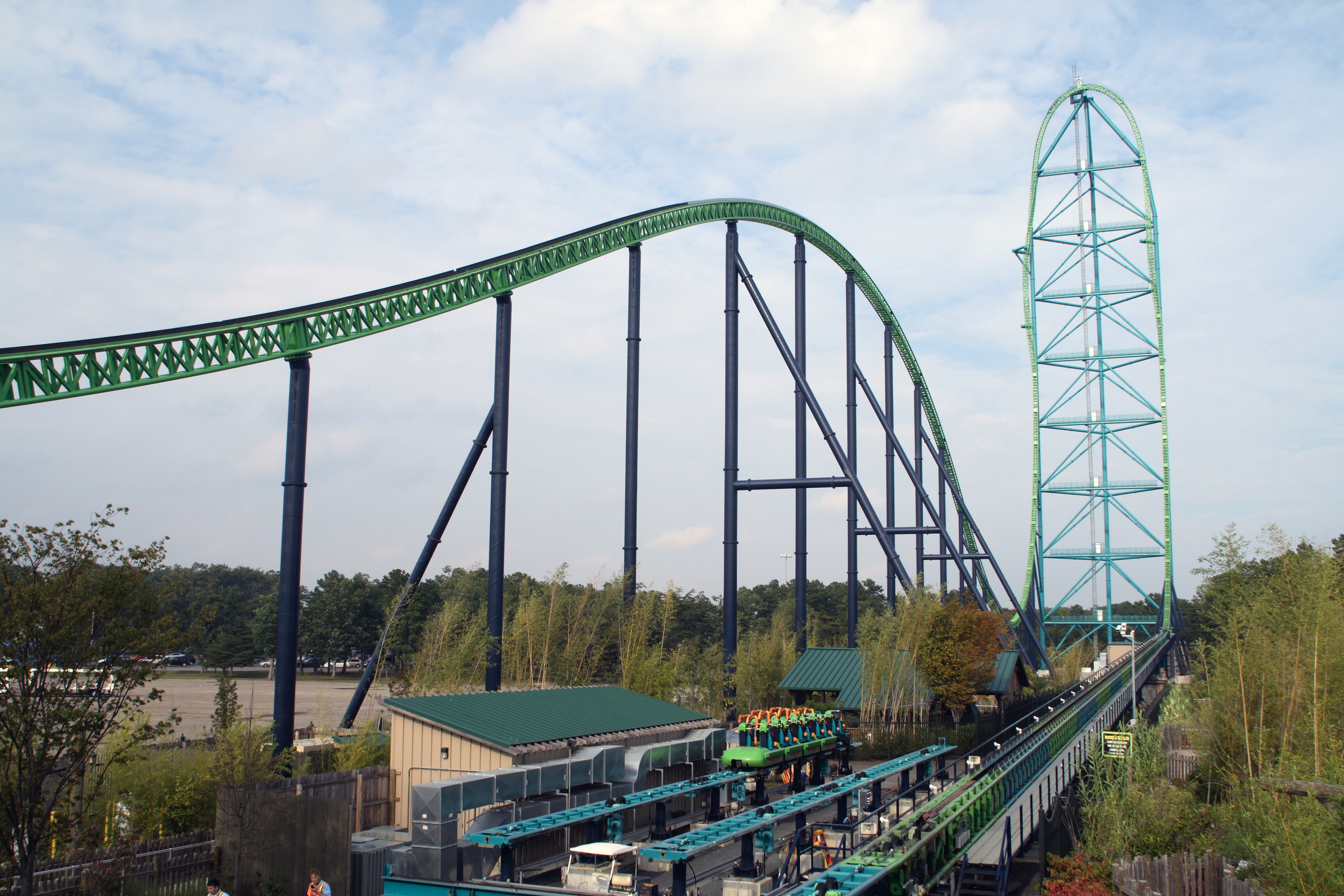
Six Flags Great Adventure Vidámpark

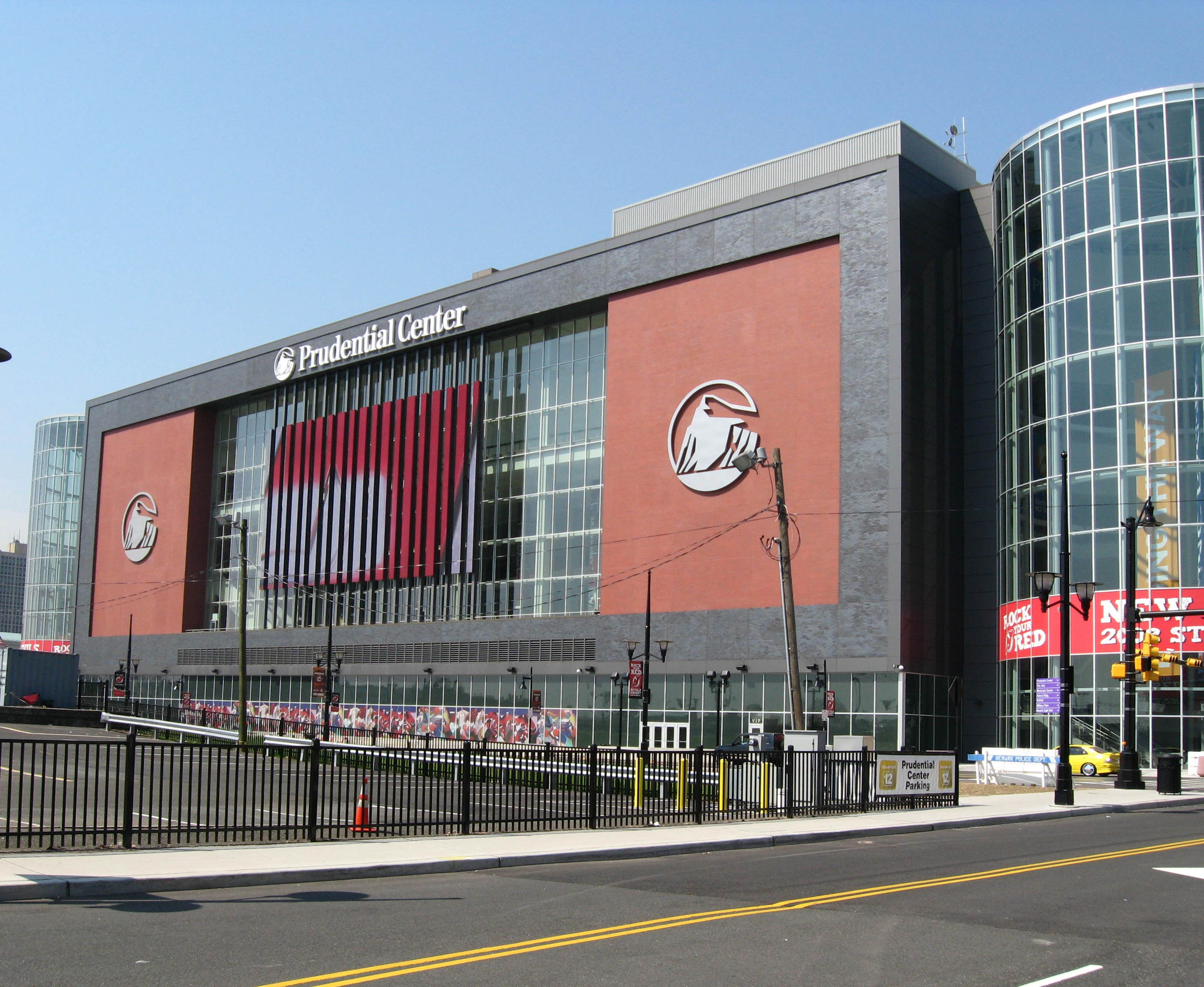
Jobbra a Prudential Központ

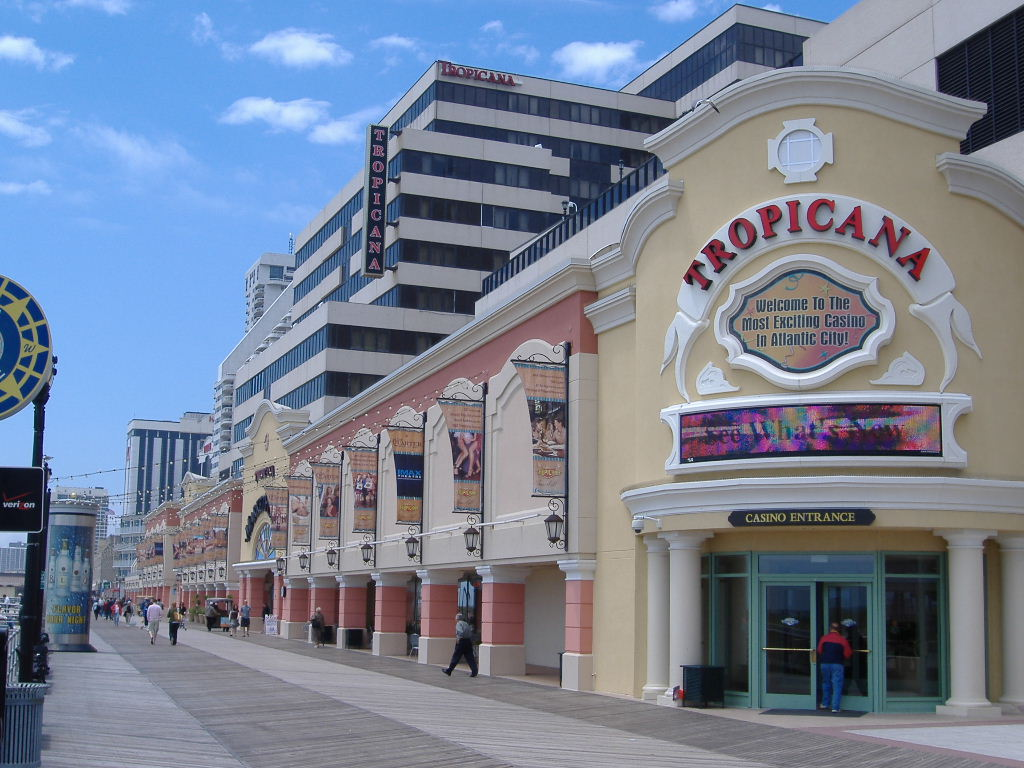
A Tropicana Atlantic Cityben

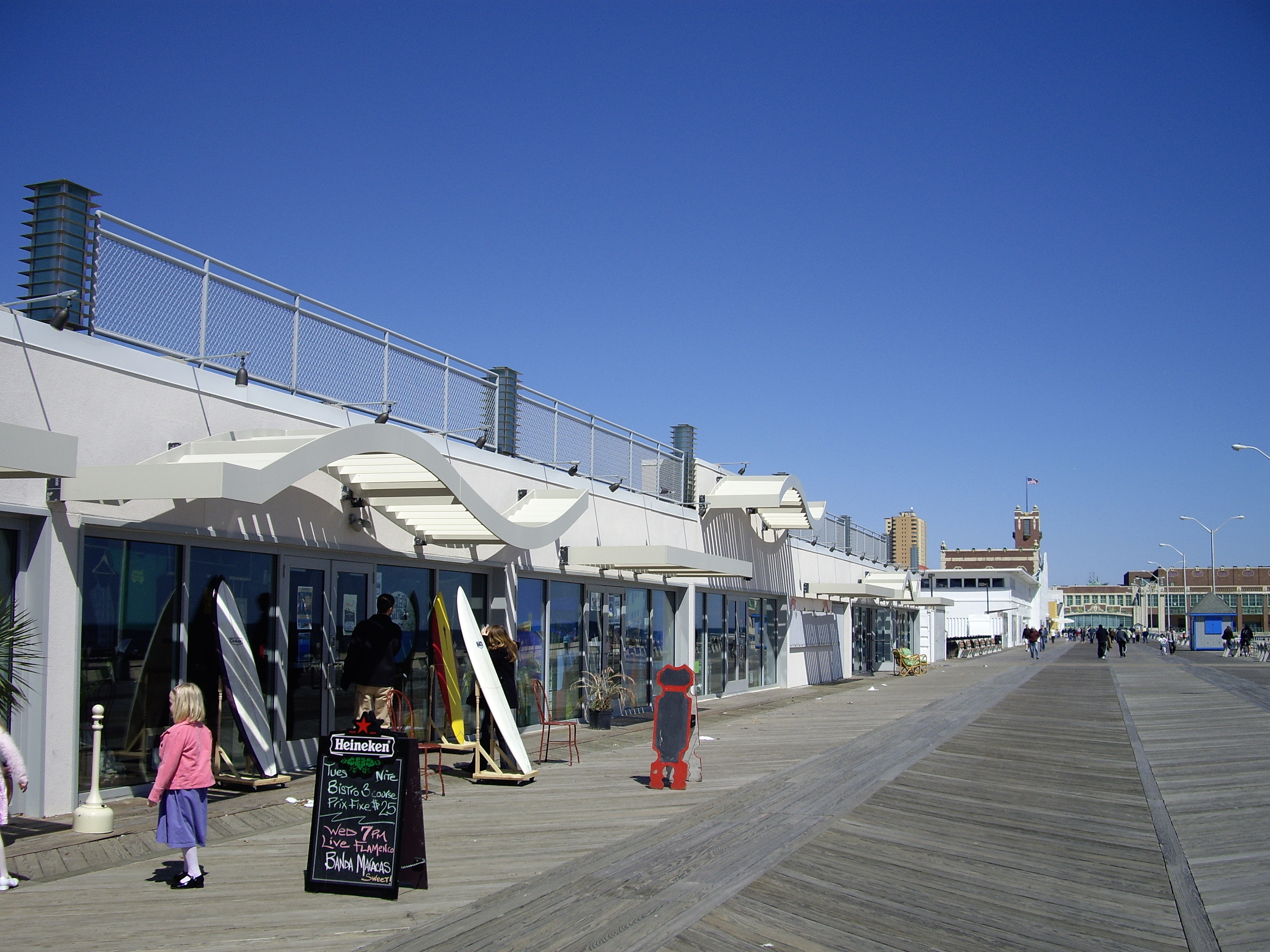
Bevásárló utca Ashbury Parkban

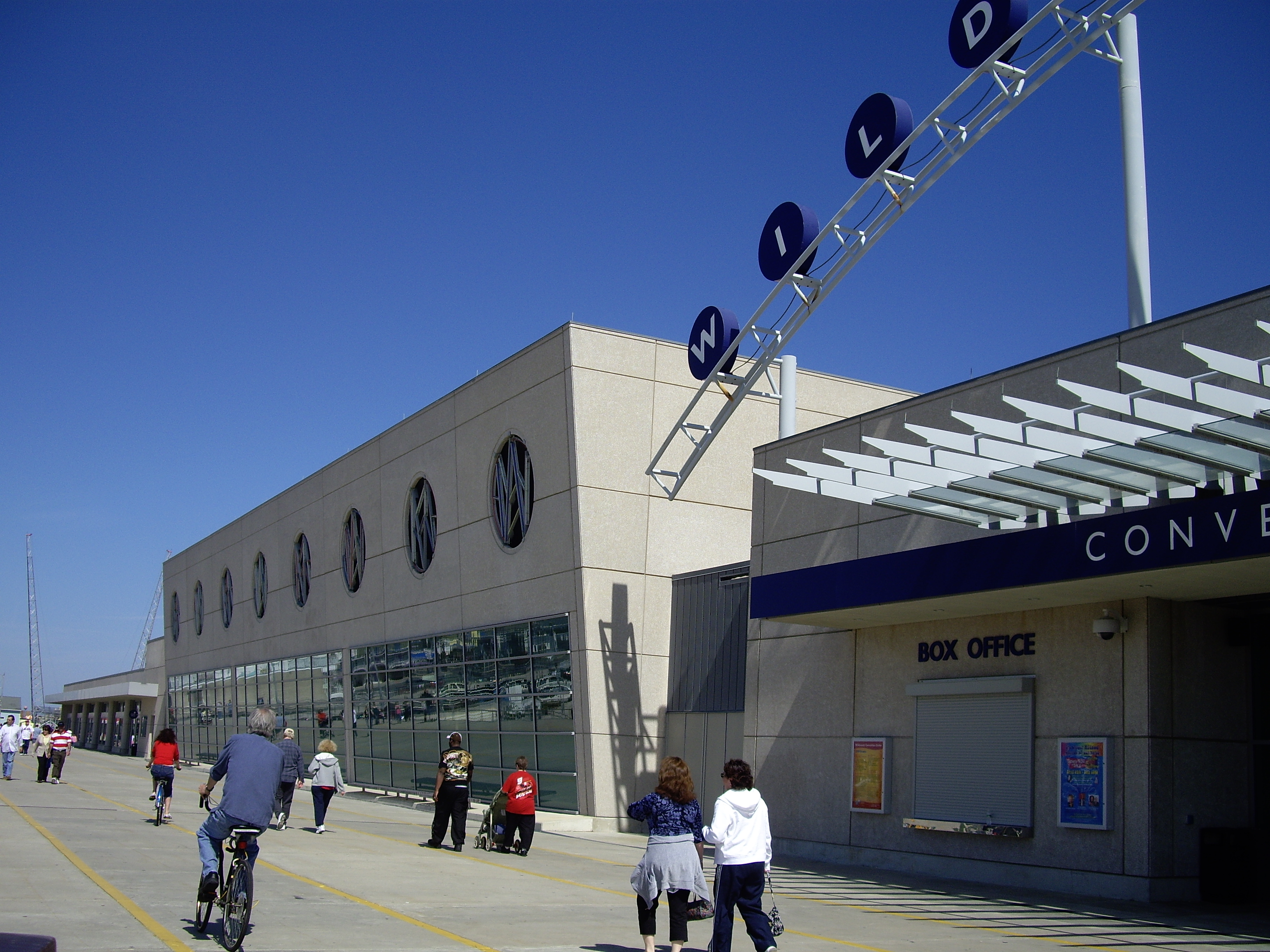
Wildwoods Előadóközpont

### Sportélet
Jelenleg öt olyan csapat van New Jersey-ben, amely az adott sport bajnokságának első osztályú csapatjaként van számontartva, bár az MLS-ben és az NFL-ben játszó csapataik New York-iakként azonosítják magukat.
| - National Hockey League - New Jersey Devils - National Basketball Association - New Jersey Nets - Észak Amerikai Labdarúgó Bajnokság - New York Red Bulls - Lacrosse Liga - New Jersey Pride - Bergen River Dogs - National Football League - New York Giants - New York Jets - American Basketball Association - Jersey Express - Continental Indoor Football League - New Jersey Revolution | - Minor League Baseball csapatok - Lakewood BlueClaws - New Jersey Jackals - Sussex Skyhawks - Trenton Thunder - Camden Riversharks - Newark Bears - Somerset Patriots - Bergen Cliff Hawks - Keleti Hoki Liga - Trenton Devils - Teremfutball Liga - New Jersey Ironmen |

Az állam négy élvonalban levő csapatából három az East Rutherfordban levő Meadowlands Sport Komplexumban játszik. A Nets csapat az Izod Centerben játszik, míg a Giants és a Jets az east rutherford-i Giants Stadiumbaj játszanak. A Meadowlands Sport Komplexum napjanikra széles körben elavultnak lett nyilvánítva. Többek között ez volt az oka, hogy a New Jersey Devils hokicsapat 2007-től kezdve a Prudential Centerben, Newarkban kezdett játszani. A New Jersey Nets kosárlabdacsapat is tervezi, hogy nemsokára elhagyja a Meadowlandset, és a Brooklynban még építés alatt álló Barclays Centerbe teszi át székhelyét. A New York Giants és a New York Jets 2005-ben közösen kijelentették, hogy nem szándékoznak a közeljövőben elhagyni a Meadowlands Sport Komplexumot, ezt csak a 2010-es évek folyamán tervezik majd. A két csapat új stadionja a mostanihoz közel, jelenleg még építés alatt álló Xanadu Meadowlands Sportkomplexum keretén belül fog felépülni, várhatóan 2010 novemberében adják át ezeket. Átadása után a Xanadu Meadowlands lesz a legnagyobb kikapcsolódási és szórakoztatási komplexum egész New Jersey-ben.
New Jersey-ben rendezik meg évente Észak-Amerika legfontosabb és legismertebb lóversenyeiből kettőt. A Meadowlansban és Freehold kerületben rendezett lóversenyek az egyik legfontosabb ügető lóversenyek az országban.